# Hipolit
Hipolit a fost în mitologia greacă fiul lui Tezeu și al Hipolitei. Deoarece nesocotea farmecele și puterea Afroditei, zeița dragostei s-a răzbunat pe tânăr, făcând-o pe Fedra (a doua soție a lui Tezeu) să se îndrăgostească de el. Respinsă de tânărul căruia îi mărturisește dragostea ei, Fedra, de teama de a nu fi dată în vileag, îl părăsește pe Hipolit în fața soțului ei, spunându-i că acesta a încercat să o necinstească. Mâniat, dar totodată nedorind să-si pedepsească propriul fiu, Tezeu îl roagă pe Poseidon să-l răzbune. La rugămintea sa, Poseidon trimite un monstru marin, ce iese în calea tânărului ce se plimba pe țărm în carul său. Speriați, caii o iau la fugă, carul se răstoarnă și Hipolit își găsește moartea zdrobit de pietre. Aflând de moartea lui, Fedra se spânzură.